# جت (مجموعه تلویزیونی)
جت (انگلیسی: Jett)، یک مجموعه تلویزیونی در ژانر اکشن درام است که توسط سباستین گوتیه‌رز خلق شده‌است. کارلا گوجینو در نقش اصلی یعنی دیزی «جت» کوالسکی ظاهر شده‌است. جیانکارلو اسپوزیتو، النا آنایا و گیل بیلاز دیگر بازیگران سریال هستند.
فیلم‌برداری این سریال از ژوئن ۲۰۱۸ آغاز شد و در نوامبر همین سال به پایان رسید. تورنتو و انتاریو واقع در کشور کانادا لوکیشن اصلی فیلم‌برداری بود. نخستین قسمت جت در تاریخ ۱۴ ژوئن ۲۰۱۹ از طریق شبکه کابلی پولی سینمامکس به روی آنتن رفت.

## بازیگران
- کارلا گوجینو
- جیانکارلو اسپوزیتو
- النا آنایا
- گیل بیلاز
- مایکل آرونوف
- مصطفی شاکر